# Майя Геррісон
Майя Мері Геррісон (італ. Mýa Marie Harrison, знаніша як Mýa(лат.)) — американська співачка, акторка, музична продюсерка, танцюристка, хореографка, музикантка (фортепіано, скрипка), модель. 

## Життєєпис
Народилася у Вашингтоні, зростала в Мериленді. У дитинстві займалася балетом, а також співала і вчилася грі на флейті. Згодом переїхала в Нью-Йорк, щоб брати уроки танців у гарлемському танцювальному театрі.

## Творчість
Дебютний альбом Mya, що вийшов на лейблі Interscope Records у квітні 1998 року, був проданий тиражем понад 1 мільйонів копій і став платиновим в США.

## Фільмографія
| Рік  |    | Українська назва                        | Оригінальна назва                          | Роль         |
| ---- | -- | --------------------------------------- | ------------------------------------------ | ------------ |
| 2017 | вг | «James Bond 007: Everything or Nothing» | James Bond 007: Everything or Nothing      | Мія Старлінґ |
| 2011 | с  | «WWE Raw»                               | WWE Raw                                    | сама себе    |
| 2005 | с  | «NCIS: Полювання на вбивць»             | NCIS: Naval Criminal Investigative Service | Саманта      |
| 1999 | с  | «Сестра, сестра»                        | Sister, Sister                             | камео        |